# 마정미
마정미(馬正美, 1966년 ~ )는 대한민국의 교수이다.

## 학력
- 경희대학교 신문방송학과 학사
- 경희대학교 신문방송학과 석사
- 경희대학교 신문방송학과 박사

## 경력
- 한남대학교 정치언론국방학과 교수
- 경희대학교 언론정보학부 교수
- 한국광고홍보학회 광고비평분과 분과장

## 생애
광고 평론가로서 활동했다.

## 저서
- 《최진실 신드롬》(청하, 1993년)ISBN 8940301633
- 《광고, 거짓말쟁이》(살림, 1997년)ISBN 8985577778
- 《지루한 광고에 도시락을 던져라》(문예출판사, 2000년)ISBN 8931001312
- 《모던 뽀이에서 N세대까지》(개마고원, 2004년)ISBN 8957690255

## 공저
- 《광고라 하는 것은》(커뮤니케이션북스, 2009년)ISBN 9788984995895